# Ajra
Ajra es una ciudad censal situada en el distrito de Kolhapur en el estado de Maharashtra (India). Su población es de 17257 habitantes (2011). Se encuentra a 84 km al noroeste de Kolhapur.

## Demografía
Según el censo de 2011 la población de Ajra era de 17257 habitantes, de los cuales 8838 eran hombres y 8418 eran mujeres. Ajra tiene una tasa media de alfabetización del 86,98%, superior a la media estatal del 82,34%: la alfabetización masculina es del 90,77%, y la alfabetización femenina del 83,01%.